# Савенко, Галина Константиновна
Гали́на Константи́новна Саве́нко (28 марта 1966 — 31 марта 2012) — мастер спорта СССР международного класса по гребле на байдарках и каноэ, многократный призёр СССР, России, тренер.

## Биография
Родилась 28 марта 1966 года в г. Барнаул, Алтайского края. Мать — Людмила Константиновна. Брат (близнец) Виктор
Окончила физико-математическую школу № 42 г. Барнаула в 1983 году (с 1991 года МБОУ «Гимназия № 42»).
В 1983 году поступила в Куйбышевский авиационный институт им. Королева (в настоящее время Самарский государственный аэрокосмический университет им. Королева). Окончила в 1994 году по специальности «Инженер механик летательных аппаратов».
С 1972 года занималась плаванием в бассейне «Амфибия» детской спортивной школы. В 1981 году выполнила норматив кандидата в мастера спорта.
С 1984 года начала заниматься греблей на байдарках и каноэ у заслуженного тренера России Пейсаховича Валерия Семеновича.
Участница XXIV летних Олимпийских игр 1988 года в г. Сеул (Южная Корея) и XXV летних Олимпийских игр 1992 года в г. Барселона (Испания). В период с 2005 по 2010 гг. Г. К. Савенко стала шестикратной победительницей Всемирных игр по неолимпийским видам спорта 2005 и 2009 годов, семикратной чемпионкой мира, восьмикратной чемпионкой Европы, многократной чемпионкой России по гребле на лодках «Дракон».
Тренер высшей категории «Школы высшего спортивного мастерства № 1» Самарской области

## Воспитанники
- Кругляков Роман Николаевич — Заслуженный мастер спорта. Чемпион мира 1999 (каноэ-четвёрка, 200 и 500 м), 2002 (каноэ-четвёрка, 200 м) и 2003 (четвёрка, 200 и 500 м). призёр ЧМ 2002 (четвёрка, 500 м). призёр ЧМ 2001 (четвёрка, 500 м). Чемпион Европы 2001 (четвёрка, 1000 м) и 2002 (четвёрка, 200 м). Неоднократный чемпион России.[10]
- Кузнецов Иван Александрович — международный мастер спорта, двукратный победитель первенства Европы 2006 года, серебряный призёр первенства Европы 2008 года[11]
- Завольский Виктор, мастер спорта международного класса,
- Сергеев Дмитрий Сергеевич, бронзовый призёр ЧМ 2002 (каноэ-четвёрка, 1000 м).
- Боброва Анна Юрьевна мастер спорта, тренер ,
- Науменко Светлана Александровна мастер спорта, тренер,
- Исхакова Елена Фанильевна — мастер спорта ,
- Ермакова Ольга Вячеславовна — мастер спорта, тренер
- Самодуров Николай Павлович мастер спорта, тренер